# Ashton Chen Yong Zhao
Ashton Chen Yong Zhao (* 9. September 1989) ist ein singapurischer Badmintonspieler.

## Karriere
Ashton Chen Yong Zhao wurde in der Saison 2006/2007 Vizemeister im Mixed in Singapur. Bei den Südostasienspielen 2007 gewann er Silber mit dem Team aus Singapur, 2009 Bronze. 2011 war er beim Smiling Fish erfolgreich.

## Sportliche Erfolge
| Saison    | Veranstaltung                   | Disziplin    | Platz | Name                    |
| --------- | ------------------------------- | ------------ | ----- | ----------------------- |
| 2006/2007 | Singapur: Einzelmeisterschaften | Mixed        | 2     | Ashton Chen / Macey Tan |
| 2007      | Südostasienspiele               | Team         | 2     | Singapur                |
| 2009      | Südostasienspiele               | Team         | 3     | Singapur                |
| 2009      | Südostasienspiele               | Herreneinzel | 5     | Singapur                |
| 2010      | Weltmeisterschaft               | Herreneinzel | 9     | Ashton Chen Yong Zhao   |
| 2010      | Commonwealth Games              | Herreneinzel | 5     | Ashton Chen Yong Zhao   |
| 2011      | Smiling Fish                    | Herreneinzel | 1     | Ashton Chen Yong Zhao   |